# Дэвид, Питер
Питер Аллен Дэвид (англ. Peter Allen David) (23 сентября 1956 — 24 мая 2025), также известный в литературе под английской аббревиатурой PAD, — американский сценарист и писатель — автор юмористических произведений, художественных романов, комиксов, а также сценариев для видеоигр. Наиболее известными работами Питера Дэвида в сфере комиксов являются его истории о Халке и команде Икс-Фактор. Также Питер Дэвид является автором серии книг о вселенной «Вавилона-5», признанных автором вселенной Джозефом Майклом Стражински каноническими, то есть, полностью соответствующими событиям вселенной. Умер 24 мая 2025 года после продолжительной болезни в возрасте 68 лет.

### Интервью
- X-POSITION Week 21: Peter David, Comic Book Resources, 18 октября 2007 (англ.)
- X-POSITION Week 26: Peter David, Comic Book Resources, November 20, 2007 (англ.)

## Книги
- Армии света и тьмы
- Бессмертнейшая игра
- Вселенная Вавилон-5
- Долгая ночь Примы Центавра
- Путь к рассвету
- Сэр Невпопад из Ниоткуда
- Сэр Невпопад и Золотой Город
- Удивительные Люди Икс.
- Чёрная ‘59
- Шок-рок